# پارک هائه-جونگ
پارک هائه-جونگ (انگلیسی: Park Hae-jung؛ زادهٔ ۲۹ ژوئیهٔ ۱۹۷۲) بازیکن تنیس روی میز اهل کره جنوبی بود.